# Resident Evil 3 (2020)
Resident Evil 3, in Japan als Biohazard RE:3 (jap. バイオハザード RE:3, Baiohazādo RE:3) bekannt, ist ein von Capcom entwickeltes Survival-Horror-Videospiel, das am 3. April 2020 für Windows, PlayStation 4 und Xbox One erschienen ist.
Das Spiel ist ein Remake von Resident Evil 3: Nemesis und eine Fortsetzung der Spieleserie Resident Evil.

## Spielprinzip
Resident Evil 3 ist ein Remake von Resident Evil 3: Nemesis, einem im Jahr 1999 erschienenen Survival-Horror-Videospiel für die PlayStation.
Im Gegensatz zum Original, das eine feste Kamera-Perspektiv-Einstellung aufweist, bietet das Remake eine Verfolgerperspektive, ähnlich dem Remake Resident Evil 2 aus dem Jahr 2019.
Des Weiteren beinhaltet das Remake einen Online-Multiplayermodus, namens Resident Evil: Resistance, in dem ein Team von vier Spielern gegen einen „Mastermind“ antritt, der Fallen, Feinde und andere Hindernisse erzeugen kann.

## Handlung
Die Geschichte spielt zur gleichen Zeit wie die Ereignisse des 1998 erschienenen Resident Evil 2. Die ehemalige S.T.A.R.S.-Offizierin Jill Valentine versucht während einer Zombie-Apokalypse, welche durch den Ausbruch des T-Virus verursacht wurde, aus der fiktiven Stadt Raccoon City zu entkommen. Sie wird von einer mit künstlicher Intelligenz ausgestatteten Biowaffe namens Nemesis verfolgt, die versucht, sie und alle verbleibenden S.T.A.R.S.-Mitglieder zu eliminieren. Das Spiel folgt auch dem Söldner Carlos Oliveira, der von der Organisation Umbrella engagiert wurde, um Überlebende zu finden und ihnen zu helfen.

## Entwicklung
Die erstmalige öffentliche Erwähnung erfolgte nach der Veröffentlichung des Resident-Evil-2-Remakes durch den Capcom-Produzenten Yoshiaki Hirabayashi im Februar 2019. Im Dezember 2019 wurde das Remake Resident Evil 3 offiziell mit Releasedatum angekündigt.
An der Entwicklung des Videospiels ist M-Two beteiligt, das vom ehemaligen PlatinumGames-CEO Tatsuya Minami gegründet wurde. Das Resident-Evil-3-Remake basiert auf der RE-Engine, die auch für die Entwicklung von Resident Evil 7: Biohazard und dem Resident-Evil-2-Remake verwendet wurde.
Der Mehrspielermodus Resident Evil: Resistance wird von NeoBards Entertainment entwickelt.
Für die Konsolenversionen wird eine Collectors Edition erhältlich sein, die eine Jill-Valentine-Figur, ein Hardcover-Kunstbuch, ein Raccoon-City-Kartenplakat und eine Soundtrack-CD enthält.
Vorlage für das Aussehen der Protagonistin Jill Valentine war das russische Model Sasha Zotova.

### Synchronisation
| Rolle             | Deutscher Sprecher | Originalsprecher           |
| ----------------- | ------------------ | -------------------------- |
| Jill Valentine    | Manuela Bäcker     | Nicole Tompkins            |
| Carlos Oliveira   | Frank Logemann     | Jeff Schine                |
| Nicholai Ginovaef | Joachim Kretzer    | Neil Newbon                |
| Mikhail Victor    | Kai Henrik Möller  | William Hope               |
| Nathaniel Bard    | Robin Brosch       | William Hope               |
| Tyrell Patrick    | Christos Topulos   | Sterling Suliman           |
| Brad Vickers      | Christian Rudolf   | Darren O'hare              |
| Dario Rosso       | Michael Bideller   | Rick Zieff                 |
| Marvin Branagh    | Gilles Karolyi     | Christopher Mychael Watson |
| Robert Kendo      | Mario Hassert      | Ken Lally                  |
| Murphy Seeker     | Mario Hassert      | Todd Haberkorn             |

## Rezeption
Bei Metacritic hat das Spiel eine Wertung von 79.
IGN findet, dass das Kampfsystem ausgeglichen ist und freut sich auf weitere Remakes. Manchen sagte aber das Original mehr zu. Gamespot fand, dass das Spiel zu Stark gekürzt vom Original ist und schwach erzählt ist. Kotaku lobte die Intensität des Spieles.